# CONCACAF Women’s Gold Cup 2010
Der achte CONCACAF Women’s Gold Cup, die nordamerikanische Meisterschaft im Frauenfußball, wurde in der Zeit vom 28. Oktober bis 8. November 2010 in Mexiko ausgetragen. Mexiko war damit zum ersten Mal Gastgeber des Turniers. Die Spiele fanden in Cancún statt. Kanada wurde zum zweiten Mal nach 1998 CONCACAF-Meister.
Das Turnier diente als Qualifikation für die Weltmeisterschaft 2011 in Deutschland. Neben dem Turniersieger Kanada qualifizierte sich Mexiko direkt für die Weltmeisterschaft. Topfavorit USA wurde Dritter und musste gegen Italien um einen Platz bei der Weltmeisterschaft spielen.

## Modus und Spielorte
→ siehe Hauptartikel: CONCACAF Women’s Gold Cup 2010/Qualifikation
Die Nationalmannschaften der USA, Kanadas und Mexikos hatten sich als die drei erstplatzierten Mannschaften des letzten Turniers automatisch für die Endrunde qualifiziert. Das Teilnehmerfeld wurde durch drei Mannschaften aus der Karibik und zwei Mannschaften auf Zentralamerika komplettiert.
In Zentralamerika spielten sechs Mannschaften zunächst in zwei Dreiergruppen. Die beiden Gruppensieger wurden die  Endrundenteilnehmer der Region. In der Karibik spielten zunächst 15 Mannschaften in fünf Dreiergruppen um den Einzug in die 2. Qualifikationsrunde. Die fünf Gruppensieger und der beste Gruppenzweite spielten zusammen mit Kuba und Trinidad und Tobago in zwei Vierergruppen. Die beiden Gruppensieger qualifizierten sich direkt, die Gruppenzweiten spielen in der 3. Qualifikationsrunde um den letzten karibischen Platz bei der Endrunde.
Die beiden Finalisten des CONCACAF Women’s Gold Cup 2010 waren direkt für die Weltmeisterschaft 2011 qualifiziert. Die USA als Sieger des Spieles um Platz drei spielte in Hin- und Rückspiel gegen Italien, den Fünften der Europaqualifikation, um einen weiteren Platz bei der WM.
Die Spiele der Gruppe A und die beiden Halbfinals fanden im Estadio Beto Ávila, die Spiele der Gruppe B, das Spiel um Platz drei und das Endspiel im Estadio Olímpico Andrés Quintana Roo statt.

## Teilnehmer

### Qualifizierte Mannschaften
Für das Turnier haben sich folgende Mannschaften qualifiziert:
| 3 gesetzte Mannschaften           | Kanada     | Mexiko    | USA                 |
| 2 Mannschaften aus Zentralamerika | Costa Rica | Guatemala |                     |
| 3 Mannschaften aus der Karibik    | Guyana     | Haiti     | Trinidad und Tobago |

Guyana hat sich zum ersten Mal für die Endrunde qualifiziert.

### Auslosung
Die Auslosung ergab folgende Gruppeneinteilung:
| Gruppe A | Mexiko | Kanada     | Trinidad und Tobago | Guyana    |
| Gruppe B | USA    | Costa Rica | Haiti               | Guatemala |

## Spielplan

### Vorrunde

#### Gruppe A
| Pl. | Land                | Sp. | S | U | N | Tore    | Diff. | Punkte |
| --- | ------------------- | --- | - | - | - | ------- | ----- | ------ |
| 1.  | Kanada              | 3   | 3 | 0 | 0 | 012:000 | +12   | 09     |
| 2.  | Mexiko              | 3   | 2 | 0 | 1 | 009:500 | +4    | 06     |
| 3.  | Trinidad und Tobago | 3   | 1 | 0 | 2 | 004:400 | ±0    | 03     |
| 4.  | Guyana              | 3   | 0 | 0 | 3 | 003:190 | −16   | 0      |

|                     |   |                     |           |
| 29. Oktober 2010    |   |                     |           |
| Trinidad und Tobago | – | Kanada              | 0:1 (0:0) |
| Mexiko              | – | Guyana              | 7:2 (4:2) |
| 31. Oktober 2010    |   |                     |           |
| Kanada              | – | Guyana              | 8:0 (2:0) |
| Mexiko              | – | Trinidad und Tobago | 2:0 (1:0) |
| 2. November 2010    |   |                     |           |
| Guyana              | – | Trinidad und Tobago | 1:4 (0:2) |
| Mexiko              | – | Kanada              | 0:3 (0:2) |

#### Gruppe B
| Pl. | Land       | Sp. | S | U | N | Tore    | Diff. | Punkte |
| --- | ---------- | --- | - | - | - | ------- | ----- | ------ |
| 1.  | USA        | 3   | 3 | 0 | 0 | 018:000 | +18   | 09     |
| 2.  | Costa Rica | 3   | 2 | 0 | 1 | 004:400 | ±0    | 06     |
| 3.  | Haiti      | 3   | 1 | 0 | 2 | 001:800 | −7    | 03     |
| 4.  | Guatemala  | 3   | 0 | 0 | 3 | 000:110 | −11   | 0      |

|                  |   |            |           |
| 28. Oktober 2010 |   |            |           |
| Costa Rica       | – | Guatemala  | 1:0 (0:0) |
| USA              | – | Haiti      | 5:0 (4:0) |
| 30. Oktober 2010 |   |            |           |
| Haiti            | – | Costa Rica | 0:3 (0:2) |
| USA              | – | Guatemala  | 9:0 (6:0) |
| 1. November 2010 |   |            |           |
| Guatemala        | – | Haiti      | 0:1 (0:1) |
| USA              | – | Costa Rica | 4:0 (1:0) |

### Finalrunde
|  | Halbfinale         | Halbfinale       |                    |   | Finale           | Finale           |
|  |                    |                  |                    |   |                  |                  |
|  | Kanada             | 4                |                    |   |                  |                  |
|  | Costa Rica         | 0                |                    |   |                  |                  |
|  | 5. November 2010   |                  |                    |   |                  |                  |
|  |                    |                  | 8. November 2010   |   |                  |                  |
|  | Kanada             | 1                |                    |   |                  |                  |
|  |                    | Mexiko           | 0                  |   |                  |                  |
|  |                    |                  |                    |   |                  |                  |
|  | 3. Platz           |                  |                    |   |                  |                  |
|  | 5. November 2010   | 5. November 2010 | Costa Rica         | 0 |                  |                  |
|  | Vereinigte Staaten | 1                | Vereinigte Staaten | 3 |                  |                  |
|  | Mexiko             | 2                |                    |   | 8. November 2010 | 8. November 2010 |

#### Halbfinale
|                    |   |        |           |
| 5. November 2010   |   |        |           |
| Costa Rica         | – | Kanada | 0:4 (0:0) |
| Vereinigte Staaten | – | Mexiko | 1:2 (1:2) |

#### Spiel um Platz 3
|                  |   |     |           |
| 8. November 2010 |   |     |           |
| Costa Rica       | – | USA | 0:3 (0:2) |

#### Finale
|                  |   |        |           |
| 8. November 2010 |   |        |           |
| Kanada           | – | Mexiko | 1:0 (0:0) |

## Schiedsrichterinnen
Hauptschiedsrichterinnen:
- Gillian Martindale
- Yesli Sarai Rivas
- Dianne Ferreira-James
- Cardella Samuels
- Carol Chénard
- Irazema Aguilera
- Quetzalli Alvarado
- Lucila Venegas
- Sabina Charles-Kirton
- Shane de Silva
- Kari Seitz

Schiedsrichterassistentinnen:
- Jorianne Maduro
- Allison Monge
- Milagros Leonardo Carmona
- Patricia Pacheco
- Emperatriz Ayala
- Flor Escobar
- Odessa Caleb
- Nykasie Liverpool
- Antonette Williams
- José Rodríguez
- Maria Saez
- Mayte Chavez
- Jacky Paez
- Cindy Mohammed
- Marlene Duffy
- Veronica Perez

## Beste Torschützinnen
| Rang | Spieler            | Tore |
| ---- | ------------------ | ---- |
| 1    | Abby Wambach       | 8    |
| 2    | Maribel Domínguez  | 6    |
|      | Christine Sinclair | 6    |
| 4    | Jonelle Filigno    | 4    |
|      | Amy Rodriguez      | 4    |